# Le Pacte des tueurs
Pour plus de détails, voir Fiche technique et Distribution.
Le Pacte des tueurs (titre original : Big House U.S.A.) est un film américain réalisé par Howard W. Koch, sorti en 1955.

## Synopsis
Jerry Barker (Ralph Meeker) est envoyé en prison après un cambriolage raté. Il partage sa cellule avec quatre détenus et dont le chef organise une évasion afin de retrouver le butin caché par Jerry avant son arrestation.

## Fiche technique
- Titre : Le Pacte des tueurs
- Titre original : Big House U.S.A.
- Réalisation : Howard W. Koch
- Scénario : John C. Higgins
- Photographie : Gordon Avil
- Montage : John F. Schreyer
- Musique : Paul Dunlap
- Producteur : Aubrey Schenck
- Société de production : Artistes Associés
- Pays de production :  États-Unis
- Langue : anglais américain
- Format : Noir et blanc — 35 mm — 1,37:1 — Son : Mono (Western Electric Sound Recording)
- Genre : Film dramatique
- Durée : 82 minutes (1 h 22)
- Date de sortie : 
  - États-Unis : 3 mars 1955

## Distribution
- Broderick Crawford : Rollo Lamar
- Ralph Meeker : Jerry Barker
- Reed Hadley : James Madden
- Felicia Farr : Emily Evans
- William Talman : Machine Gun Mason
- Lon Chaney Jr. : Alamo Smith
- Charles Bronson : Benny Kelly
- Peter Votrian : Danny Lambert
- Jan Merlin : Tommy